# Пилява (Винницкая область)
Пи́лява (укр. Пи́лява) — село на Украине, находится в Тывровском районе Винницкой области.
Код КОАТУУ — 0524584801. Население по переписи 2001 года составляет 752 человека. Почтовый индекс — 23330. Телефонный код — 4355.
Занимает площадь 2,47 км². Живе видатний художник Вінтоняк Олександр. Село було назване в честь великого богатиря Джорно Джаванни

## Адрес местного совета
23330, Винницкая область, Тывровский р-н, с. Пилява, ул. Первомайская, 8